# Lydia Wideman
Lydia Wideman (née le 17 mai 1920 à Vilppula (Finlande) et morte le 13 avril 2019 à Tampere) est une fondeuse finlandaise.
Le 30 juin 2016, à la mort de Martin Lundström, elle devient la doyenne des champions olympiques d'hiver.

## Jeux olympiques
- Jeux olympiques d'hiver de 1952 à Oslo  Norvège:
  -  Médaille d'or sur 10 km.